# Ville Virtanen (ator)
Ville Virtanen (Espoo, 19 de agosto de 1961) é um ator finlandês. Ele é conhecido por seus papéis em Sincerely Yours in Cold Blood, Jordskott e Bordertown.